# Březen 2009
1. března – neděle
  V holandském Haagu zahájil činnost Zvláštní tribunál pro Libanon, který má objasnit vraždu někdejšího libanonského premiéra Rafíka Harírího spáchanou v únoru 2005 v Bejrútu.
2. března – pondělí
  V egyptském Šarm aš-Šajchu začala mezinárodní dárcovská konference pro rekonstrukci palestinského pásma Gazy, které bylo zničeno nedávnou invazí izraelské armády.
 João Bernardo Vieira, prezident západoafrického státu Guinea-Bissau, se stal obětí atentátu. Podle informací BBC byl zastřelen ve své rezidenci příslušníky armády.
3. března – úterý
 V Praze zemřel český básník, překladatel a esejista Jan Vladislav, vlastním jménem Ladislav Bambásek.
4. března – středa
 Nejvyšší správní soud v Brně zamítl návrh vlády na rozpuštění krajně pravicové Dělnické strany.
  Mezinárodní trestní soud v holandském Haagu vydal zatykač na prezidenta Súdánu Omara Hasana Bašíra pro podezření válečných zločinů a zločinů proti lidskosti.
  Americký soud vydal průlomové rozhodnutí, že oběť zneužívaná pedofilním katolickým knězem v Portlandu může žalovat přímo Vatikán.,
5. března – čtvrtek
 Premiér Zimbabwe Morgan Tsvangirai oznámil, že podle oficiální statistik si vyžádala epidemie cholery od srpna přes 4000 životů a přes 85 tisíc lidí onemocnělo.
7. března – sobota
 Zemřel český výtvarník, animátor a režisér Václav Bedřich.
 Českého lva za nejlepší film získal snímek Karamazovi. Nejlepším dokumentem se stal Občan Havel; nejvíce lvů (tři) získaly filmy Hlídač č. 47 a Tobruk.
8. března – neděle
 Republiková rada Strany zelených vyloučila ze strany 4 osobnosti, jde o poslankyně Věru Jakubkovou a Olgu Zubovou, exmístopředsedkyni Danu Kuchtovou a předsedu zahraniční sekce Martina Čáslavku.
10. března – úterý
 Pokud Lotyšsko neprovede razantní úsporná opatření v rozpočtu, tak bude ohroženo státním bankrotem. V důsledku světové finanční krize padla vláda Ivarse Godmanise. Nová koaliční vláda designovaného premiéra Valdise Dombrovskise by měla požádat parlament o důvěru 12. března.
11. března
 Francouzský prezident Nicolas Sarkozy oficiálně oznámil, že Francie se vrátí do integrovaného vojenského velení NATO, ze kterého vystoupila v roce 1966 za vlády Charlese de Gaulla.
 Sedmnáctiletý Tim Kretschmer na své bývalé střední škole ve Winnendenu postřílel tři učitelky a devět studentů (z toho osm dívek), následně na útěku zabil další tři lidi a zranil dva policisty, načež v obležení policií spáchal sebevraždu.
 Střelec v Alabamě zastřelil nejméně devět osob včetně členů rodiny, poté spáchal sebevraždu.
 Ve věku 61 let náhle zemřel novinář, spisovatel, dramatik a komentátor deníku Právo Pavel Verner.
12. března
 Americký finančník Bernard Madoff u soudu přiznal vinu u všech 11 obvinění, podle kterých klamal investory a zpronevěřil až 50 miliard dolarů. Hrozí mu trest až 150 let vězení.
 Přibližně osm tisíc zemědělců demonstrovalo před budovou ministerstva zemědělství v Praze proti dotační politice Evropské unie, která dává zemědělcům v nových členských zemích nižší dotace než ve starších. Kromě rolníků z Česka přijeli i jejich kolegové ze Slovenska, Maďarska, Polska, Německa, Rakouska, Slovinska a Litvy.
13. března
 Prezident Václav Klaus na Pražském hradě jmenoval fyzikálního chemika Jiřího Drahoše novým předsedou Akademie věd České republiky.
 Austrálie vyhlásila část východního pobřeží u Brisbane za oblast katastrofy, když pláže zaplavila ropné látky z lodi Pacific Adventurer, která uvízla na mělčině.
14. března
 Cenu Alfréda Radoka získalo v kategorii inscenace roku Obludárium v režii Petra Formana, v kategorii původní česká hra Odcházení Václava Havla, divadlem roku se stal Činoherní klub.
16. března
 Lídr levicové Osvobozenecké fronty Farabunda Martího (FMLN) Mauricio Funes zvítězil v prezidentských volbách v Salvadoru. Úřadu se ujme 1. června 2009.
 V 0 hodin, 43 minut středoevropského času (19:43 předchozího dne východoamerického času) odstartoval z Kennedyho vesmírného centra po pěti odkladech raketoplán Discovery v rámci mise STS-119, směřující k vesmírné stanici ISS.
 Na Sněžce se zřítila část polské observatoře. Nikdo nebyl mrtvý.
17. března
 Prezident Madagaskaru Marc Ravalomanana spolu s osmi ministry odstoupil. Stalo se tak den poté, co jeho palác v hlavním městě Antananarivo obsadila armáda. Ta také převzala moc v zemi, kterou vzápětí předala do rukou opozičního vůdce Andryho Rajoeliny.
18. března
 Evropská komise schválila dvě nařízení, která obsahují postupné nahrazováním neefektivních žárovek na trhu efektivnějšími a ekologičtějšími alternativami. Neúsporné žárovky v Evropské unii zmizí z trhů do roku 2012.
  Nové Mexiko se stalo 15. americkým státem, který zrušil trest smrti.Guvernér Bill Richardson podepsal zákon, který vstoupí v platnost 1. června a bude se vztahovat na zločiny spáchané po tomto datu.
19. března
 Josef Fritzl byl v rakouském městě St. Pölten odsouzen na doživotí a k léčení za 24leté věznění své dcery, se kterou zplodil celkem 7 dětí, přičemž jedno zemřelé spálil.
20. března
 V Praze začala druhá část XXXV. sjezdu České strany sociálně demokratické.
 V Praze se koná ustavující sněm nové strany- Demokratické strany zelených
21. března
 Maďarský premiér Ferenc Gyurcsány oznámil svoji rezignaci a sám sebe označil jako překážku v dalších ekonomických a sociálních reformách. Jeho nástupce bude vybrán na mimořádném sjezdu maďarských socialistů, který se bude konat za dva týdny.
 Z prvního kola slovenských prezidentských voleb postupují Ivan Gašparovič, který získal 46,71 % hlasů, a Iveta Radičová se ziskem 38,05 % hlasů.
24. března
 Vláda Mirka Topolánka padla. Nedůvěru jí vyslovilo 101 poslanců, včetně Vlastimila Tlustého, Jana Schwippela, Olgy Zubové a Věry Jakubkové.
25. března
 Češce slovenského původu Anně Pospíchalové byl izraelským památníkem holocaustu Jad Vašem udělen titul Spravedlivý mezi národy.
25. března
 Ukrajinský prezident Viktor Juščenko slavnostně odhalil sochu spisovatele Tarase Ševčenka. Stojí na náměstí Kinských, před Informačním centrem OSN v Praze.
26. března
 Společnost ORCO před otevřením akciového trhu oznámila, že požádala o ochranu před věřiteli u Obchodního soudu v Paříži a ten ji společnosti na 6 měsíců poskytl.
27. března
 Americké letectvo a Izraelské vojenské letectvo bylo obviněno, že v lednu letošního roku svrhlo v Súdánu bomby na kolonu aut pašující íránské zbraně členům Hamasu do Pásma Gazy.
29. března
 Kanadští počítačoví odborníci odhalili elektronický špionážní systém umístěný v Číně, který pronikl do 1 295 počítačů ve 103 zemích. Čínská vláda popřela jakoukoliv spojitost s tímto případem.
 Ve věku 70 let zemřel v pražské Fakultní nemocnici v Motole český herec, recitátor a jeden z velikánů českého filmového dabingu, Miroslav Moravec (* 6. ledna 1939)
30. března
 Českou republiku navštíví izraelský prezident Šimon Peres. Po podpisu vzájemných smluv o podpoře průmyslového výzkumu a vývoje v soukromé sféře navštíví s Václavem Klausem bývalý koncentrační tábor v Terezíně.
31. března
 Izraelský parlament vyslovil důvěru nové izraelské vládě Benjamina Netanjahua.
 Prezident USA Barack Obama s chotí Michelle přilétají na svou první týdenní návštěvu Evropy. Během ní se zúčastní summitu G20 v Londýně, poté summitu USA-EU v Praze a nakonec zavítají do Turecka.
 Obyvatelé ostrova Mayotte, který je francouzským zámořským společenstvím, se v referendu naprostou většinou 95% hlasů vyslovili pro změnu administrativního statutu ostrova na 101. departement V. republiky, čímž se stane integrální součástí Francie.